# CV-10 (Spanje)

De CV-10

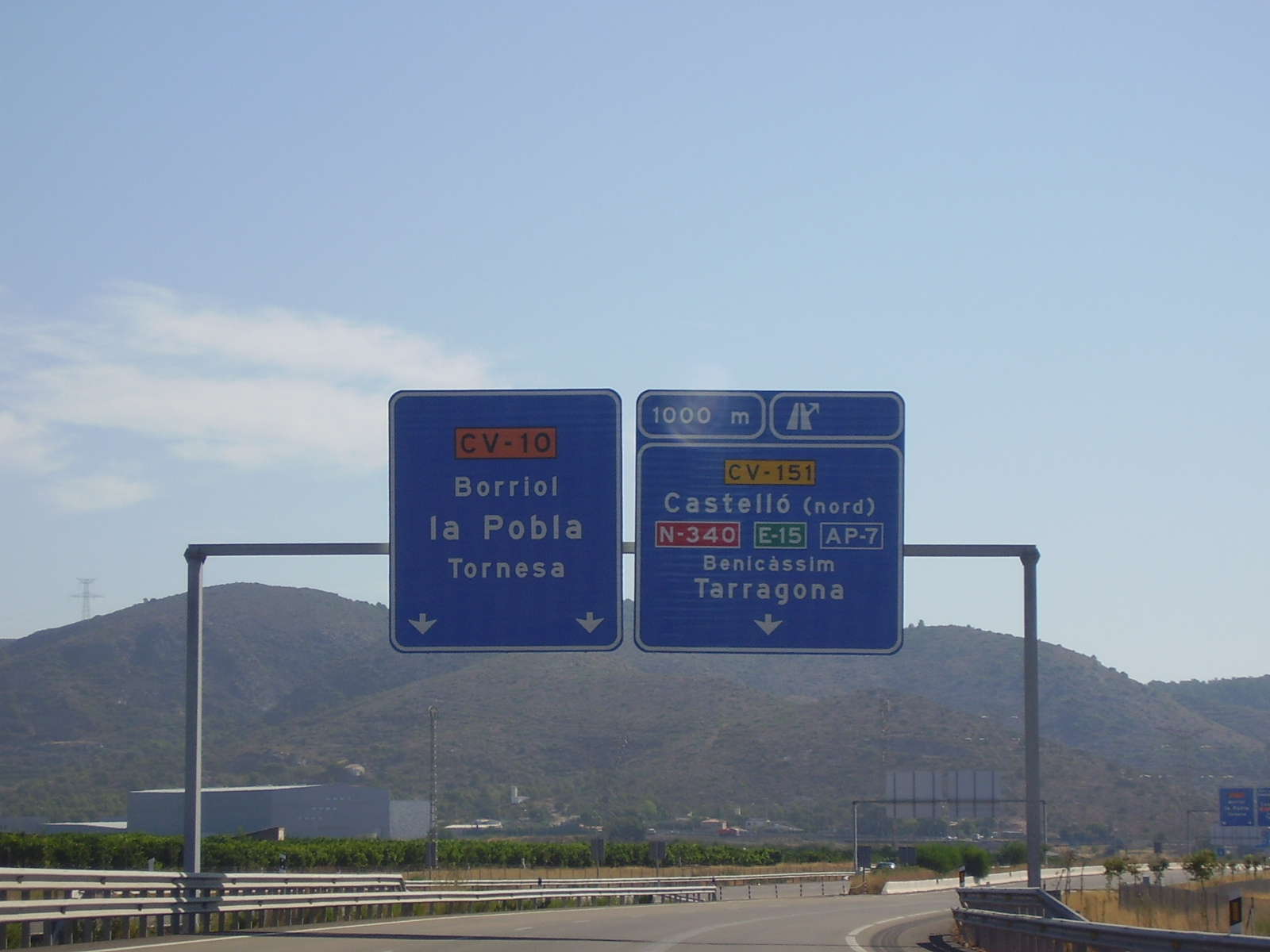
De CV-10

De CV-31 of Autovía de la Plana (Valenciaans: Autovia del la Plana) is een autovía in Valencia. Het snelwegdeel van de CV-10 verbindt voorlopig Valencia met Cabanes. Wanneer de snelweg is afgewerkt tot Villavieja zal hij deel gaan uitmaken van de A-7.